# Ab Gritter
Albert Jan (Ab) Gritter (Beilen, 22 juli 1949 – Havelte, 16 oktober 2008) was een Nederlands voetballer. Hij speelde voor ACV Assen, FC Groningen, FC Twente, Kolding IF in Denemarken en SC Heracles '74. Daarna was hij als trainer nog korte tijd actief in het betaalde voetbal, onder andere bij sc Heerenveen.

## Biografie
Ab Gritter speelde vanaf 1968 voor de amateurclub ACV in Assen. In het seizoen 1971/72 debuteerde ACV in de hoogste klasse van het zaterdag-amateurvoetbal met een tweede plaats in de competitie en een verloren bekerfinale tegen Zwart-Wit '28 uit Rotterdam. De 22-jarige Gritter speelde zich als topscorer van de zaterdagcompetitie in de kijker van betaalde clubs en tekende in mei 1972 een contract bij FC Groningen. Hij was inmiddels reeds enkele keren uitgekomen voor het Nederlands amateurvoetbalelftal.
Gritter maakte op 13 augustus 1972 in een thuiswedstrijd tegen PSV (uitslag 1-1) zijn debuut in de Eredivisie en maakte daarbij meteen ook zijn eerste doelpunt: de belangrijke gelijkmaker vijf minuten voor het einde van de wedstrijd. In het seizoen werd hij clubtopscorer met twaalf doelpunten. Na de degradatie van Groningen in 1974, na een thuiswedstrijd tegen opnieuw PSV (uitslag 1-2), werd Gritter in de Eerste divisie wederom clubtopscorer met twintig goals.
Bij aanvang van het seizoen 1975/76 vertrok Gritter van FC Groningen naar FC Twente. Hij werd gehaald als opvolger van de vertrokken Johan Zuidema en herenigd met zijn aanvalsmaatje Jaap Bos, die een jaar eerder al de overstap van Groningen naar Twente had gemaakt. Gritter bleef zeven seizoenen in Enschede, de eerste jaren als spits of linksbuiten. In de seizoenen 1977/78 (vijftien goals) en 1978/79 (veertien goals) werd hij clubtopscorer. Toen Twente in seizoen 1977/78 als bekerwinnaar in de Europacup II uitkwam, werd hij topscorer van dit toernooi met zes doelpunten. Van 1980 tot 1982 werd Gritter na het vertrek van Epi Drost door trainer Hennie Hollink in de verdediging geposteerd en was hij aanvoerder van FC Twente. Als semi-prof werkte hij tijdens zijn Twentse periode tevens parttime als leraar op een basisschool in Boekelo.
Via zijn manager Ton van Dalen en zijn Deense ploeggenoot Michael Birkedal belandde Gritter in 1982 in Denemarken bij Kolding IF. Hij bleef er tot november 1983 en sleet vervolgens zijn laatste profjaren bij Heracles. Hier maakte hij in 1985 promotie vanuit de Eerste divisie mee, waardoor hij zijn laatste jaar als professional in de Eredivisie speelde.
Na zijn actieve voetballoopbaan ging Gritter aan de slag als trainer. Vanaf 1986 was hij werkzaam in Denemarken, achtereenvolgens voor de clubs Hjørring IF en Aabenraa Boldklub in de Deense derde divisie. In de zomer van 1989 werd hij ingelijfd door sc Heerenveen, waar hij als hoofdcoach kwam te werken onder technisch directeur en eindverantwoordelijke Foppe de Haan. Ondertussen volgde hij de opleiding trainer-coach betaald voetbal. Met Heerenveen won Gritter het eerste periodekampioenschap in dat seizoen, maar onenigheid over de verantwoordelijkheden leidde binnen een half jaar tot zijn vertrek. Die onder Gritters bewind behaalde periodewinst bleek achteraf zeer belangrijk te wezen. Heerenveen eindigde als 16de in de eerste divisie en promoveerde miraculeus via de nacompetitie. Hij was vervolgens een jaar jeugdtrainer bij Dundee United in Schotland. In 1992 werd hij trainer van Heracles. Na zijn ontslag bij deze club in januari 1993 werkte hij voor diverse amateurclubs in Zuid-Drenthe.
Vanaf seizoen 2008/2009 was Gritter trainer van zondag derdeklasser VV Wacker De Wijk uit het Drentse De Wijk. Tevens was hij gymleraar op de Van der Reeschool in Emmen. Hij overleed op 16 oktober 2008 op 59-jarige leeftijd aan een hartaanval.

## Clubstatistieken
| Seizoen | Club            | Competitie     | Wed. | Dlp. |
| ------- | --------------- | -------------- | ---- | ---- |
| 1972/73 | FC Groningen    | Eredivisie     | 33   | 12   |
| 1973/74 | FC Groningen    | Eredivisie     | 34   | 5    |
| 1974/75 | FC Groningen    | Eerste divisie | 36   | 20   |
| 1975/76 | FC Twente       | Eredivisie     | 26   | 7    |
| 1976/77 | FC Twente       | Eredivisie     | 31   | 10   |
| 1977/78 | FC Twente       | Eredivisie     | 34   | 15   |
| 1978/79 | FC Twente       | Eredivisie     | 33   | 14   |
| 1979/80 | FC Twente       | Eredivisie     | 33   | 6    |
| 1980/81 | FC Twente       | Eredivisie     | 32   | 1    |
| 1981/82 | FC Twente       | Eredivisie     | 29   | 2    |
| 1982/83 | Kolding IF      | 1. division    |      |      |
| 1983/84 | Kolding IF      | 2. division    |      |      |
| 1983/84 | SC Heracles '74 | Eerste divisie |      |      |
| 1984/85 | SC Heracles '74 | Eerste divisie |      |      |
| 1985/86 | SC Heracles '74 | Eredivisie     |      |      |